# Ab urbe condita (bok)

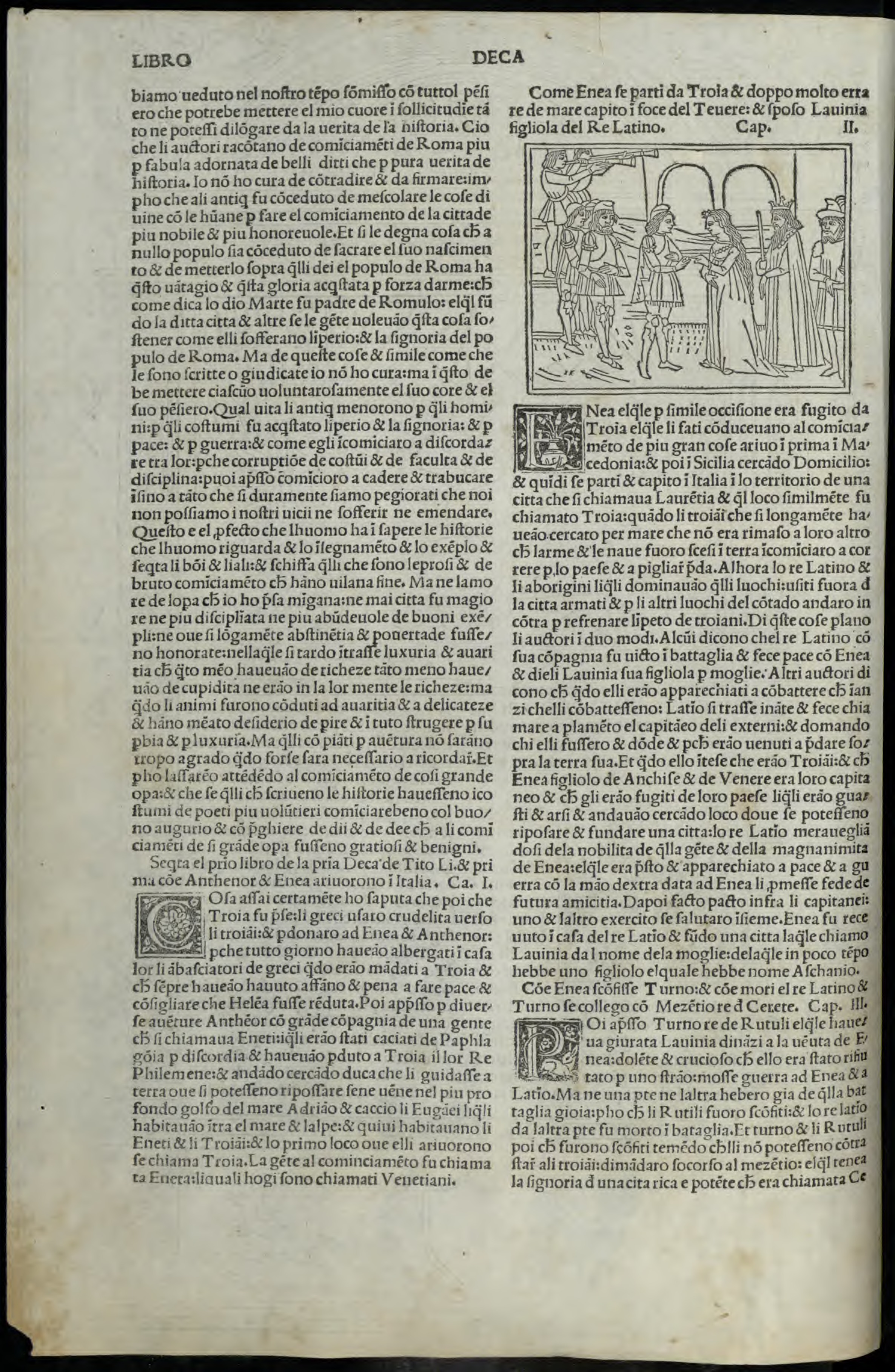
Ab urbe condita, 1493

Ab urbe condita eller Ab urbe condita libri ("Böcker från stadens grundläggning") är ett verk som ursprungligen bestod av 142 böcker skrivna av den romerske historikern Titus Livius (död 17 e.Kr.). 